# O'Chiese 203
O'Chiese 203 è una riserva indiana in Alberta, Canada ed è una delle due riserve sotto l'amministrazione della O'Chiese First Nation, un governo di Saulteaux. È collocata a 119 chilometri (74 mi) a nord-ovest di Red Deer. È ad un'altitudine di 1007 metri (3304 ft). La riserva confina con Clearwater County ad ovest e ad est, Brazeau County a nord e la riserva indiana Sunchild 202 a sud.